# Хесенски род
Хесенски род (на немски: Haus Hessen) са европейска княжеска фамилия от Хесен, произлизаща от линиите на княжеския род Лотарингия-Брабант (Регинариди).
Наследниците на ландграфовете управляват първо като курфюрстове на Хесен в „Хесен-Касел“ (= Курхесен) до 1866 г. и като велики херцози на Хесен до 1918 г. в „Хесен-Дармщат“ (= Велико херцогство Хесен).
Основател на фамилята е Хайнрих I (* 1244; † 1308), първият ландграф на Хесен. Той е син на Хайнрих II от Брабант и София Брабантска,
дъщерята на ландграф Лудвиг Свети от Тюрингия (от Лудовингите) и Света Елизабета Тюрингска.

## Ландграфове на Хесен (1264 – 1567)
- Хайнрих I (24.6.1244 – 21.12.1308) (1264 – 1308), син на херцог Хайнрих II от Брабант, ∞ (1) 1263 за Аделхайд (†1274), дъщеря на херцог Ото I фон Брауншвайг, от която има двама синове и четири дъщери; ∞ (2) 1274 за Матилда (†1309), дъщеря на граф Дитрих V/VII фон Клеве, от която има двама синове и пет дъщери
- Йохан (ок. 1278 – 1311), трети (първи от втора съпруга) син на Хайнрих I, ландграф на Долен Хесен (1308 – 1311), ∞ 1306 за Аделхайд (†1311), дъщеря на херцог Албрехт II фон Брауншвайг-Волфенбютел-Гьотинген, от която има една дъщеря
- Ото I (ок. 1272 – 17.1.1328) (1311 – 1328), втори син (от първата съпруга) на Хайнрих I, ландграф на Горен Хесен (1308 – 1311), ∞ 1297 за Аделхайд (†1338/39), дъщеря на граф Ото III фон Равенсберг, от която има четирима синове и една дъщеря
- Хайнрих II Железни (ок. 1299 – 3.6.1376) (1328 – 1376), син на Ото I, ∞ 1319 (развод 1340) за Елизабета (1306 – 1367), дъщеря на маркграф Фридрих I фон Майсен, от която има един син и четири дъщери
- Херман II Учения (ок. 1340 – 10.6.1413) (1376 – 1413), племенник на Хайнрих II, съуправител на Хайнрих II (1367 – 1376), ∞ (1) 1377 за Йохана (до 1355 – 1383), дъщеря на граф Йохан I фон Насау-Вайлбург, от която няма деца; ∞ (2) 1383 за Маргарета (†1406), дъщеря на бургграф Фридрих V фон Нюрнберг, от която има две дъщери и един син
- Лудвиг I (6.2.1402 – 17.1.1458) (1413 – 1458), син на Херман II от втората му съпруга, ∞ 1436 за Анна (1420 – 1462), дъщеря на саксонския херцог Фридрих I, от която има трима синове и една дъщеря
- Лудвиг II (7.9.1438 – 8.11.1471) (1458 – 1471), първи син на Лудвиг I, ∞ 1454 за Мехтхилд (Матилда) (†1495), дъщеря на граф Лудвиг I фон Вюртемберг-Урах, от която има двама синове
- Вилхелм I Старши (4.7.1466 – 8.2.1515) (1471 – 1493), първи син на Лудвиг II, управлява (1471 – 1483) заедно с брат си Вилхелм II Средни, ∞ 1488 за Анна (ок. 1460 – 1520), дъщеря на херцог Вилхелм II фон Брауншвайг-Каленберг-Гьотинген, от която има четири дъщери
- Вилхелм II Средни (29.3.1469 – 11.7.1509) (1493 – 1509), втори син на Лудвиг II, управлява (1483 – 1493) заедно с брат си Вилхелм I Старши, ландграф на Марбург (1500 – 1509), ∞ (1) 1497 за Йоланта (†1500), дъщеря на граф Фридрих VI фон Водемон, от която няма живи деца; ∞ (2) 1500 за Анна (1485 – 1525), дъщеря на херцог Магнус II фон Мекленбург, от която има син и дъщеря
- Филип I (13.11.1504 – 31.3.1567) (1509 – 1567), син на Вилхелм II Средни, управлява самостоятелно (1518 – 1567), в плен (1547 – 1552), ∞ (1) 1523 за Кристина (1505 – 1549), дъщеря на саксонския херцог Георг Брадати, от която има четирима синове и пет дъщери; ∞ (2) 1540 за Маргарета фон дер Заале (1522 – 1566), като децата му от този брак и техните потомци носят титлата „графове Диц“.[1]

След смъртта на ландграф Филип I ландграфство Хесен е поделено на две части: Хесен-Касел – начело с ландграф Вилхелм IV и Хесен-Дармщат – начело с ландграф Георг I

## Ландграфове на Хесен-Касел (1567 – 1803), крале на Швеция (1720 – 1751), курфюрсти на Хесен-Касел (1803 – 1866)
- Вилхелм IV (24.6.1532 – 25.8.1592) (1567 – 1592), първи син на Филип I, ∞ 1566 за Сабина (1549 – 1581), дъщеря на херцог Кристоф фон Вюртемберт, от която има един син и четири дъщери
- Мориц Мъдрия (25.5.1572 – 15.3.1632) (1592 – 1627), син на Вилхелм IV, ∞ (1) 1593 за Агнеса (1578 – 1602), дъщеря на граф Йохан Георг I фон Золмс-Лаубах, от която има двама синове и една дъщеря; ∞ (2) 1603 за Юлиана (1587 – 1643), дъщеря на граф Йохан VII фон Насау-Зиген, от която има шестима синове и четири дъщери
- Вилхелм V (14.2.1602 – 21.9.1637) (1627 – 1637), втори син (от първата съпруга) на Мориц Мъдрия, ∞ 1619 за Амалия Елизабет (1602 – 1651), дъщеря на граф Филип Лудвиг II фон Ханау-Мюнценберг, от която има един син и три дъщери.[2]
- Вилхелм VI (23.5.1629 – 16.7.1663) (1637 – 1663), син на Вилхелм V, самостоятелно управлява (1650 – 1663), ∞ 1649 за Хедвига София (1623 – 1683), дъщеря на бранденбургския курфюрст Георг Вилхелм, от която има трима синове и две дъщери
- Вилхелм VII (21.6.1651 – 21.11.1670) (1663 – 1670), първи син на Вилхелм VI, неженен
- Карл (3.8.1654 – 23.3.1730) (1670 – 1730), втори син на Вилхелм VI, ∞ 1673 за Мария Амалия (1653 – 1711), дъщеря на курландския херцог Якоб Кетлер, от която има седем синове и три дъщери
- Фридрих I (28.4.1676 – 25.3.1751) (1730 – 1751), първи син на Карл, крал на Швеция (Фредерик I, 1720 – 1751), ∞ (1) 1700 за Луиза (1680 – 1705), дъщеря на пруския крал Фридрих I, от която няма деца; ∞ (2) 1715 за Улрика Елеонора, дъщеря на шведския крал Карл XI, от която също няма деца
- Вилхелм VIII (10.3.1682 – 1.2.1760) (1751 – 1760), втори син на Карл, ∞ 1717 за Доротея Вилхелмина (1691 – 1743), дъщеря на херцог Мориц Вилхелм фон Саксония-Цайц, от която име син и дъщеря
- Фридрих II (14.8.1720 – 31.10.1785) (1760 – 1785), син на Вилхелм VIII, ∞ (1) 1740 за Мария (1723 – 1772), дъщеря на британския крал Джордж II, от която има трима синове; ∞ (2) 1773 за Филипина (1745 – 1800), дъщеря на маркграф Фридрих Вилхелм фон Бранденбург-Швет, от която няма деца.[3]
- Вилхелм IX (I) (3.6.1743 – 27.2.1821) (1785 – 1806; 1813 – 1821), първи син на Фридрих II, курфюрст на Хесен-Касел (Вилхелм I, 1803 – 1821), ∞ 1764 за Вилхелмина Каролина (1747 – 1820), дъщеря на датския крал Фредерик V, от която има две дъщери и един син
- Вилхелм II (28.7.1777 – 20.11.1847) (1821 – 1831), син на Вилхелм IX (I), ∞ (1) 1797 за Августа (1780 – 1841), дъщеря на пруския крал Фридрих Вилхелм II, от която има две дъщери и един син; ∞ (2) 1841 (морганатичен брак) за Емилия Ортлеп (1791 – 1843), от която няма деца; ∞ (3) 1843 (морганатичен брак) за Каролина Берлепш (1820 – 1877), от която също няма деца
- Фридрих Вилхелм I (20.8.1802 – 6.1.1875) (1831 – 1847, принц-регент, 1847 – 1866), син на Вилхелм II, ∞ 1831 (морганатичен брак) за Гертруда Фалкенщайн (1803 – 1882), от която има шестима синове и три дъщери.[4]

През 1866 г. курфюрство Хесен-Касел влиза в пределите на кралство Прусия

## Ландграфове (1567 – 1806) и велики херцози (1806 – 1918) на Хесен-Дармщат
- Георг I Благочестиви (10.9.1547 – 7.2.1596) (1567 – 1596), четвърти син на ландграфа на Хесен Филип I, ∞ (1) 1572 за Магдалена (1552 – 1587), дъщеря на граф Бернхард VIII фон Липе, от която има трима синове и четири дъщери, достигнали пълнолетие; ∞ (2) 1589 за Елеонора (1552 – 1618(, дъщеря на херцог Кристоф фон Вюртемберг, от която няма живи деца.
- Лудвиг V (24.9.1577 – 27.7.1626) (1596 – 1626), първи син на Георг I, ∞ 1598 за Магдалена (1582 – 1616), дъщеря на курфюрст Йохан Георг фон Бранденбург, от която има четирима синове и пет дъщери, достигнали пълнолетие
- Георг II (17.3.1605 – 11.6.1661) (1626 – 1661), първи син на Лудвиг V, ∞ 1627 за София Елеонора (1609 – 1671), дъщеря на саксонския курфюрст Йохан Георг I, от която има двама синове и осем дъщери.
- Лудвиг VI (25.1.1630 – 24.4.1678) (1661 – 1678), първи син на Георг II, ∞ (1) 1650 за Мария Елизабет (1634 – 1665), дъщеря на херцог Фридрих III фон Шлезвиг-Холщайн-Готорп, от която има един син и три дъщери, достигнали пълнолетие; ∞ (2) 1666 за Елизабет Доротея (1640 – 1709), дъщеря на херцог Ернст I фон Саксония-Гота-Алтенбург, от която има петима синове и две дъщери, достигнали пълнолетие.
- Лудвиг VII (22.6.1658 – 31.8.1678) (1678), първи син на Лудвиг VI, неженен.
- Ернст Лудвиг (15.12.1667 – 12.9.1739) (1678 – 1739, самостоятелно 1688 – 1739), втори син на Лудвиг VI, ∞ (1) 1687 за Доротея Шарлота (1661 – 1705), дъщеря на маркграф Албрехт II фон Бранденбург-Ансбах, от която има двама синове и две дъщери, достигнали пълнолетие; ∞ (2) 1727 (морганатичен брак) за Луиза София (1690 – 1751), „графиня фон Епщайн“, от която няма деца.
- Лудвиг VIII (5.4.1691 – 17.10.1768) (1739 – 1768), първи син на Ернст Лудвиг, ∞ 1717 за Шарлота Кристина Магдалена Йохана (1700 – 1726), дъщеря на граф Йохан Йохан Райнхард III фон Ханау, от която има трима синове и една дъщеря.[5]
- Лудвиг IX (15.12.1719 – 6.4.1790) (1768 – 1790), първи син на Лудвиг VIII, ∞ (1) 1741 за Каролина (1721 – 1774), дъщеря на пфалцграф Кристиан III фон Цвайбрюкен-Биркенфелд, от която има трима синове и пет дъщери; ∞ (2) 1775 (морганатичен брак) за Мария Аделаида де Шейруз, „графиня фон Лемберг“, от която няма деца.
- Лудвиг X (I) (14.6.1753 – 6.4.1830) (1790 – 1806), първи син на Лудвиг IX, велик херцог на Хесен-Дармщат (Лудвиг I, 1806 – 1830), ∞ 1777 за Луиза (1761 – 1829), дъщеря на Георг Вилхелм фон Хесен-Дармщат, от която има четирима синове и една дъщеря.
- Лудвиг II (26.12.1777 – 16.6.1848) (1830 – 1848), първи син на Лудвиг I, ∞ 1804 за Вилхелмина (1788 – 1836), дъщеря на кронпринц Карл Лудвиг фон Баден-Дурлах, от която има трима синове и една дъщеря:

1. Лудвиг III (9.6.1806 – 13.6.1877), следващ велик херцог на Хесен-Дармщат
2. Карл (1809 – 1877), ∞ 1836 за Елизабет (1815 – 1885), дъщеря на пруския принц Вилхелм, от която има трима синове и една дъщеря
3. Александър (1823 – 1888), принц Хесенски, ∞ 1851 (морганатичен брак) за Юлия (1825 – 1895), графиня от 1851, принцеса Батенберг от 1858, дъщеря на Ханс Мориц фон Хауке, руски генерал от артилерията и военен министър на Полското кралство, от която има една дъщеря и четирима синове. Основател на рода Батенберг
4. Мария Максимилиана Вилхелмина (Мария Александровна) (1824 – 1880), ∞ 1841 за руския император Александър II.

- Лудвиг III (9.6.1806 – 13.6.1877) (1848 – 1877), първи син на Лудвиг II, ∞ (1) 1833 за Матилда Каролина (1813 – 1862), дъщеря на баварския крал Лудвиг I, от която няма деца; ∞ (2) 1868 (морганатичен брак) за Магдалена (1846 – 1917), баронеса фон Хохщетен от 1868, от която също няма деца.
- Лудвиг IV (12.9.1837 – 13.3.1892) (1877 – 1892), първи син на Карл фон Хесен-Дармщат и племенник на Лудвиг III, ∞ 1862 за Елис (Алиса) Мод Мери (1843 – 1878), дъщеря на британската кралица Виктория, от която има един син и четири дъщери.
- Ернст Лудвиг (25.11.1868 – 9.10.1937) (1892 – 1918), син на Лудвиг IV, ∞ 1894 (развод 1901) за Виктория Мелита (1876 – 1936), дъщеря на британския принц Алфред Ърнест Алберт, от която има две рано починали деца; ∞ (2) 1905 за Елеонора (1871 – 1937), дъщеря на княз Херман фон Золмс-Хоензолмс-Лих, от която има двама синове.[6]